# Draft de Expansión de la NBA de 1967
El Draft de Expansión de la NBA de 1967 fue la tercera ocasión en la que la NBA ampliaba su número de equipos desde su creación, y se produjo por la aparición de dos nuevas franquicias en la liga, San Diego Rockets y Seattle SuperSonics, cuyas ciudades, San Diego y Seattle, habían sido agraciadas el 20 de diciembre de 1966 y el 11 de enero de 1967 respectivamente. La liga pasaba de 10 a 12 equipos.
Los Rockets se trasladaron Houston, Texas en 1971 y actualmente son conocidos como los Houston Rockets. Los SuperSonics se marcharon a Oklahoma City, Oklahoma en 2008 y actualmente tienen la denominación de Oklahoma City Thunder.
Los Seattle SuperSonics, la undécima franquicia de la NBA, fue creada por un grupo de inversores liderado por Sam Schulman y Eugene Klein. Fue contratado como entrenador en antiguo asistente en los Chicago Bulls, Al Bianchi, que se convirtió en el primer entrenador de la franquicia. Las elecciones más destacadas de los Sonics incluyen al seis veces All-Star Richie Guerin y al una vez All-Star Tom Meschery.
Los San Diego Rockets, la duodécima franquicia de la NBA, fue creada por Robert Breitbard. La elección del apodo de Rockets (cohetes) refleja el crecimiento de las industrias en plena era espacial así como el eslogan de San Diego, "una ciudad en movimiento". El antiguo entrenador de los Cincinnati Royals y los Chicago Zephyrs, Jack McMahon fue elegido primer entrenador de la franquicia y general manager. Entre las selecciones de los rockets destacó la del 3 veces All-Star Johnny Green.

## Claves
| Pos.     | G    | F     | C     |
| Posición | Base | Alero | Pívot |

|  | Denota jugador miembro del Basketball Hall of Fame                                                 |
|  | Denota jugador que ha sido seleccionado al menos en un All-Star Game y un Mejor Quinteto de la NBA |
|  | Denota jugador que ha sido seleccionado al menos en un All-Star Game                               |

## Selecciones
| Jugador         | Pos. | Nacionalidad   | Equipo              | Equipo anterior        | Años en la NBA | Carrera con la franquicia | Ref.   |
| --------------- | ---- | -------------- | ------------------- | ---------------------- | -------------- | ------------------------- | ------ |
| Jim Barnett     | G/F  | Estados Unidos | San Diego Rockets   | Boston Celtics         | 1              | 1967–1970                 | [ 8 ]  |
| John Barnhill   | G    | Estados Unidos | San Diego Rockets   | Baltimore Bullets      | 5              | 1967-1968                 | [ 9 ]  |
| John Block+     | F/C  | Estados Unidos | San Diego Rockets   | Los Angeles Lakers     | 1              | 1967–1971                 | [ 10 ] |
| Hank Finkel     | C    | Estados Unidos | San Diego Rockets   | Los Angeles Lakers     | 1              | 1967–1969                 | [ 11 ] |
| Dave Gambee     | F    | Estados Unidos | San Diego Rockets   | Philadelphia 76ers     | 9              | 1967-1968                 | [ 12 ] |
| Johnny Green+   | F/C  | Estados Unidos | San Diego Rockets   | Baltimore Bullets      | 8              | 1967-1968                 | [ 13 ] |
| Toby Kimball    | F/C  | Estados Unidos | San Diego Rockets   | Boston Celtics         | 1              | 1967–1971                 | [ 14 ] |
| Don Kojis+      | F    | Estados Unidos | San Diego Rockets   | Chicago Bulls          | 4              | 1967–1970                 | [ 15 ] |
| Freddie Lewis   | G    | Estados Unidos | San Diego Rockets   | Cincinnati Royals      | 1              | —                         | [ 16 ] |
| Jon McGlocklin+ | G/F  | Estados Unidos | San Diego Rockets   | Cincinnati Royals      | 2              | 1967-1968                 | [ 17 ] |
| Wayne Molis     | F    | Estados Unidos | San Diego Rockets   | New York Knicks        | 1              | —                         | [ 18 ] |
| Paul Neumann    | G    | Estados Unidos | San Diego Rockets   | San Francisco Warriors | 6              | —                         | [ 19 ] |
| Chico Vaughn    | G    | Estados Unidos | San Diego Rockets   | Detroit Pistons        | 5              | —                         | [ 20 ] |
| Gerry Ward      | G    | Estados Unidos | San Diego Rockets   | Chicago Bulls          | 4              | —                         | [ 21 ] |
| Jim Ware        | F    | Estados Unidos | San Diego Rockets   | Cincinnati Royals      | 1              | 1967-1968                 | [ 22 ] |
| Henry Akin      | F/C  | Estados Unidos | Seattle SuperSonics | New York Knicks        | 1              | 1967-1968                 | [ 23 ] |
| Nate Bowman     | C    | Estados Unidos | Seattle SuperSonics | Philadelphia 76ers     | 1              | —                         | [ 24 ] |
| Dave Deutsch    | G    | Estados Unidos | Seattle SuperSonics | New York Knicks        | 1              | —                         | [ 25 ] |
| Richie Guerin*  | G    | Estados Unidos | Seattle SuperSonics | St. Louis Hawks        | 11             | —                         | [ 26 ] |
| Walt Hazzard+   | G    | Estados Unidos | Seattle SuperSonics | Los Angeles Lakers     | 3              | 1967-1968                 | [ 28 ] |
| Tommy Kron      | G    | Estados Unidos | Seattle SuperSonics | St. Louis Hawks        | 1              | 1967–1969                 | [ 29 ] |
| Tom Meschery+   | F    | Estados Unidos | Seattle SuperSonics | San Francisco Warriors | 6              | 1967–1971                 | [ 32 ] |
| Dorie Murrey    | F/C  | Estados Unidos | Seattle SuperSonics | Detroit Pistons        | 1              | 1967–1970                 | [ 33 ] |
| Bud Olsen       | F/C  | Estados Unidos | Seattle SuperSonics | San Francisco Warriors | 1              | 1967-1968                 | [ 34 ] |
| Ron Reed        | F    | Estados Unidos | Seattle SuperSonics | Detroit Pistons        | 2              | —                         | [ 35 ] |
| Rod Thorn       | G    | Estados Unidos | Seattle SuperSonics | St. Louis Hawks        | 4              | 1967–1971                 | [ 36 ] |
| Ben Warley      | G/F  | Estados Unidos | Seattle SuperSonics | Baltimore Bullets      | 5              | —                         | [ 37 ] |
| Ron Watts       | F    | Estados Unidos | Seattle SuperSonics | Boston Celtics         | 2              | —                         | [ 38 ] |
| Bob Weiss       | G    | Estados Unidos | Seattle SuperSonics | Philadelphia 76ers     | 2              | 1967-1968                 | [ 39 ] |
| George Wilson   | C    | Estados Unidos | Seattle SuperSonics | Chicago Bulls          | 3              | 1967-1968                 | [ 40 ] |